# Espen Stokkeland
Espen Stokkeland est un skipper norvégien né le 4 juillet 1968 à Kristiansand.

## Carrière
Espen Stokkeland obtient une médaille de bronze olympique de voile en classe Soling aux Jeux olympiques d'été de 2000 de Sydney.